# Thomas Mataheru
Thomas Mataheru is een Nederlands filmproducent. In 2018 haalde hij zijn Bachelor of Arts aan de Nederlandse Filmacademie in het vakgebied productie. Zijn afstudeerfilms waren Sisters (2018, Daphne Lucker) en Het zaad van Karbaat (2018, Miriam Guttmann). Beide films werden voor (inter-)nationale festivals geselecteerd en daar bekroond.
Direct na afstuderen begon Mataheru het productiebedrijf DotInk Cinema waarmee hij voornamelijk (korte) fictiefilms ging produceren. De door het Nederlands Filmfonds gesteunde korte film Lucid Dreaming van regisseur-choreograaf Emma Evelein, die hij produceerde met Jolijn van Rinsum, ontving in 2023 tijdens het 43ste Nederlands Film Festival in Utrecht het Gouden Kalf voor de beste Nederlandse korte film. Deze film ging tijdens dit festival in première en was geselecteerd voor de debuutcompetitie.